# Semelidae
Los semélidos (Semelidae) son una familia de moluscos bivalvos.

## Taxonomía
Se reconocen los siguientes géneros:
- Abra
- Cumingia
- Ervilia
- Scrobicularia
- Semele
- Semelina
- Theora